# Чемпіонат ВДФСТП з футболу серед жіночих команд
У 1989 році вперше організовли масовий всесоюзний турнір серед жіночих команд, який проводився за системою з виїздами. Однак через небажання Держкомспорту СРСР брати на себе зайве навантаження, турнір організувала Федерація футболу профспілок СРСР, тому він отримав назву Чемпіонат Всесоюзного добровільного фізкультурно-спортивного товариства профспілок (ВДФСТП), хоча фактично й був чемпіонатом СРСР.

## Чемпіонки
- Ірина Ванат
- Світлана Деркач
- Тетяна Деркач
- Вікторія Дзусь
- Валентина Дмитрієнко
- Тетяна Запара
- Світлана Кирда
- Лілія Кирилюк
- Світлана Кирилюк
- Вікторія Мельцарек
- Тетяна Наумова
- Олена Нуйкіна
- Людмила Покотило
- Галина Приходько
- Тетяна Рєзнікова
- Тетяна Ржанська
- Валентина Савченко
- Любов Чубата

## Вища ліга
| Вища ліга. Турнір за звання чемпіона | Вища ліга. Турнір за звання чемпіона | Вища ліга. Турнір за звання чемпіона | Вища ліга. Турнір за звання чемпіона | Вища ліга. Турнір за звання чемпіона | Вища ліга. Турнір за звання чемпіона | Вища ліга. Турнір за звання чемпіона |
| Команда                              | Іг                                   | В                                    | Н                                    | П                                    | РМ                                   | О                                    |
| ------------------------------------ | ------------------------------------ | ------------------------------------ | ------------------------------------ | ------------------------------------ | ------------------------------------ | ------------------------------------ |
| 1. «Нива» (Баришівка)                | 5                                    | 3                                    | 2                                    | 0                                    | 6—3                                  | 8                                    |
| 2. «Серп і Молот» (Москва)           | 5                                    | 3                                    | 1                                    | 1                                    | 10—2                                 | 7                                    |
| 3. «Бакинка» (Баку)                  | 5                                    | 2                                    | 2                                    | 1                                    | 7—7                                  | 6                                    |
| 4. «Арена» (Київ)                    | 5                                    | 2                                    | 2                                    | 1                                    | 4—3                                  | 6                                    |
| 5. МОДІФК (Москва)                   | 5                                    | 0                                    | 2                                    | 3                                    | 1—8                                  | 2                                    |
| 6. «Станка» (Москва)                 | 5                                    | 0                                    | 1                                    | 4                                    | 5—10                                 | 1                                    |

«Динамо» (Київ) відмовився брати участь у фінальному турнірі.
| Вища ліга. Турнір за 7 місце | Вища ліга. Турнір за 7 місце | Вища ліга. Турнір за 7 місце | Вища ліга. Турнір за 7 місце | Вища ліга. Турнір за 7 місце | Вища ліга. Турнір за 7 місце | Вища ліга. Турнір за 7 місце |
| Команда                      | Іг                           | В                            | Н                            | П                            | РМ                           | О                            |
| ---------------------------- | ---------------------------- | ---------------------------- | ---------------------------- | ---------------------------- | ---------------------------- | ---------------------------- |
| 1. «Текстильник» (Раменське) | 5                            | 4                            | 1                            | 0                            | 11—4                         | 9                            |
| 2. «Скорохід» (Ленінград)    | 5                            | 3                            | 2                            | 0                            | 6—3                          | 8                            |
| 3. «Нива» (Гродно)           | 5                            | 1                            | 2                            | 2                            | 2—5                          | 4                            |
| 4. «Аврора» (Ленінград)      | 5                            | 1                            | 2                            | 2                            | 3—4                          | 4                            |
| 5. «Коттон» (Каунас)         | 5                            | 1                            | 1                            | 3                            | 3—5                          | 3                            |
| 6. «Локомотив» (Москва)      | 5                            | 0                            | 2                            | 3                            | 2—6                          | 2                            |

| Вища ліга. Турнір за 13 місце | Вища ліга. Турнір за 13 місце | Вища ліга. Турнір за 13 місце | Вища ліга. Турнір за 13 місце | Вища ліга. Турнір за 13 місце | Вища ліга. Турнір за 13 місце | Вища ліга. Турнір за 13 місце |
| Команда                       | Іг                            | В                             | Н                             | П                             | РМ                            | О                             |
| ----------------------------- | ----------------------------- | ----------------------------- | ----------------------------- | ----------------------------- | ----------------------------- | ----------------------------- |
| 1. «Візир» (Кишинів)          | 4                             | 2                             | 2                             | 0                             | 4—2                           | 6                             |
| 2. «Наїрі» (Єреван)           | 4                             | 2                             | 2                             | 0                             | 3—1                           | 6                             |
| 3. «Дебют-88» (Харків)        | 4                             | 2                             | 0                             | 2                             | 8—5                           | 4                             |
| 4. «Легенда» (Чернігів)       | 4                             | 0                             | 3                             | 1                             | 2—3                           | 3                             |
| 5. «Сапфір» (Москва)          | 4                             | 0                             | 1                             | 3                             | 0—6                           | 1                             |
| 6. «Рута» (Вільнюс)           | Неявка                        | Неявка                        | Неявка                        | Неявка                        | Неявка                        | Неявка                        |

| Вища ліга. Турнір за 19 місце     | Вища ліга. Турнір за 19 місце | Вища ліга. Турнір за 19 місце | Вища ліга. Турнір за 19 місце | Вища ліга. Турнір за 19 місце | Вища ліга. Турнір за 19 місце | Вища ліга. Турнір за 19 місце |
| Команда                           | Іг                            | В                             | Н                             | П                             | РМ                            | О                             |
| --------------------------------- | ----------------------------- | ----------------------------- | ----------------------------- | ----------------------------- | ----------------------------- | ----------------------------- |
| 1. МДУ (Москва)                   | 6                             | 3                             | 1                             | 2                             | 9—7                           | 7                             |
| 2. «Кіммерія» (Сімферополь)       | 6                             | 3                             | 1                             | 2                             | 12—12                         | 7                             |
| 3. ЗДУ (Запоріжжя)                | 6                             | 2                             | 2                             | 2                             | 12—11                         | 6                             |
| 4. «Самарський» (Дніпропетровськ) | 6                             | 1                             | 2                             | 3                             | 8—11                          | 4                             |
| 5. «Зоря» (Миколаїв)              | Неявка                        | Неявка                        | Неявка                        | Неявка                        | Неявка                        | Неявка                        |
| 6. «Хвиля» (Нижній Новгород)      | Неявка                        | Неявка                        | Неявка                        | Неявка                        | Неявка                        | Неявка                        |

| Вища ліга. Турнір за 25 місце  | Вища ліга. Турнір за 25 місце | Вища ліга. Турнір за 25 місце | Вища ліга. Турнір за 25 місце | Вища ліга. Турнір за 25 місце | Вища ліга. Турнір за 25 місце | Вища ліга. Турнір за 25 місце |
| Команда                        | Іг                            | В                             | Н                             | П                             | РМ                            | О                             |
| ------------------------------ | ----------------------------- | ----------------------------- | ----------------------------- | ----------------------------- | ----------------------------- | ----------------------------- |
| 1. «Дніпро» (Дніпропетровськ)  | 6                             | 5                             | 1                             | 0                             | 11—1                          | 11                            |
| 2. «Луганочка» (Ворошиловград) | 6                             | 2                             | 3                             | 1                             | 4—2                           | 7                             |
| 3. «Жемчужина» (Краснодар)     | 6                             | 1                             | 3                             | 2                             | 3—5                           | 5                             |
| 4. «Юність» (Полтава)          | 6                             | 0                             | 1                             | 5                             | 3—13                          | 1                             |
| 5. «Текстильник» (Тирасполь)   | Неявка                        | Неявка                        | Неявка                        | Неявка                        | Неявка                        | Неявка                        |
| 6. «Динамо» (Київ)             | Неявка                        | Неявка                        | Неявка                        | Неявка                        | Неявка                        | Неявка                        |

| Вища ліга. Перша зона             | Вища ліга. Перша зона | Вища ліга. Перша зона | Вища ліга. Перша зона | Вища ліга. Перша зона | Вища ліга. Перша зона | Вища ліга. Перша зона |
| Команда                           | Іг                    | В                     | Н                     | П                     | РМ                    | О                     |
| --------------------------------- | --------------------- | --------------------- | --------------------- | --------------------- | --------------------- | --------------------- |
| 1. «Динамо» (Київ)                | 18                    | 13                    | 3                     | 2                     | 52—13                 | 29                    |
| 2. «Нива» (Баришівка)             | 18                    | 11                    | 5                     | 2                     | 29—11                 | 27                    |
| 3. «Станка» (Москва)              | 18                    | 11                    | 4                     | 3                     | 34—14                 | 26                    |
| 4. «Локомотив» (Москва)           | 18                    | 8                     | 5                     | 5                     | 17—17                 | 21                    |
| 5. «Нива» (Гродно)                | 18                    | 7                     | 6                     | 5                     | 22—12                 | 20                    |
| 6. «Рута» (Вільнюс)               | 18                    | 6                     | 5                     | 7                     | 21—19                 | 17                    |
| 7. «Наїрі» (Єреван)               | 18                    | 5                     | 3                     | 10                    | 13—38                 | 13                    |
| 8. «Самарський» (Дніпропетровськ) | 18                    | 4                     | 4                     | 10                    | 14—30                 | 12                    |
| 9. «Зоря» (Миколаїв)              | 18                    | 3                     | 2                     | 13                    | 10—31                 | 8                     |
| 10. «Текстильник» (Тирасполь)     | 18                    | 2                     | 3                     | 13                    | 8—35                  | 17                    |

| Вища ліга. Друга зона               | Вища ліга. Друга зона | Вища ліга. Друга зона | Вища ліга. Друга зона | Вища ліга. Друга зона | Вища ліга. Друга зона | Вища ліга. Друга зона |
| Команда                             | Іг                    | В                     | Н                     | П                     | РМ                    | О                     |
| ----------------------------------- | --------------------- | --------------------- | --------------------- | --------------------- | --------------------- | --------------------- |
| 1. «Серп і Молот» (Москва)          | 18                    | 12                    | 5                     | 1                     | 46—10                 | 29                    |
| 2. «Бакинка» (Баку)                 | 18                    | 10                    | 5                     | 3                     | 25—9                  | 25                    |
| 3. «Текстильник» (Раменське)        | 18                    | 11                    | 1                     | 6                     | 43—21                 | 23                    |
| 4. «Скорохід» (Ленінград)           | 18                    | 9                     | 4                     | 5                     | 23—17                 | 22                    |
| 5. «Легенда» (Чернігів)             | 18                    | 9                     | 2                     | 7                     | 21—18                 | 20                    |
| 6. «Дніпро» (Дніпропетровськ)       | 18                    | 7                     | 4                     | 7                     | 18—17                 | 18                    |
| 7. «Візир» (Кишинів)                | 18                    | 6                     | 5                     | 7                     | 20—22                 | 17                    |
| 8. «Кіммерія» (Сімферополь)         | 18                    | 4                     | 3                     | 11                    | 15—38                 | 11                    |
| 9. «Горьковчанка» (Нижній Новгород) | 18                    | 1                     | 6                     | 11                    | 7—40                  | 8                     |
| 10. «Луганочка» (Ворошиловград)     | 18                    | 2                     | 3                     | 13                    | 8—35                  | 17                    |

| Вища ліга. Третя зона       | Вища ліга. Третя зона | Вища ліга. Третя зона | Вища ліга. Третя зона | Вища ліга. Третя зона | Вища ліга. Третя зона | Вища ліга. Третя зона |
| Команда                     | Іг                    | В                     | Н                     | П                     | РМ                    | О                     |
| --------------------------- | --------------------- | --------------------- | --------------------- | --------------------- | --------------------- | --------------------- |
| 1. «Арена» (Київ)           | 18                    | 14                    | 2                     | 2                     | 53—11                 | 30                    |
| 2. МОДІФК (Москва)          | 18                    | 11                    | 3                     | 4                     | 25—14                 | 25                    |
| 3. «Аврора» (Ленінград)     | 18                    | 7                     | 6                     | 5                     | 21—16                 | 20                    |
| 4. «Коттон» (Каунас)        | 18                    | 7                     | 6                     | 5                     | 29—15                 | 20                    |
| 5. «Сапфір» (Москва)        | 18                    | 9                     | 2                     | 7                     | 21—22                 | 20                    |
| 6. «Дебют-88» (Харків)      | 18                    | 8                     | 2                     | 8                     | 19—33                 | 18                    |
| 7. «Юність» (Полтава)       | 18                    | 6                     | 3                     | 9                     | 23—30                 | 15                    |
| 8. МДУ (Москва)             | 18                    | 4                     | 4                     | 10                    | 16—29                 | 12                    |
| 9. «ЗДУ» (Запоріжжя)        | 18                    | 4                     | 3                     | 11                    | 21—42                 | 11                    |
| 10. «Жемчужина» (Краснодар) | 18                    | 2                     | 5                     | 11                    | 11—27                 | 9                     |

## Перша ліга
Фінальний етап відбувся в Могильові з 16 по 23 жовтня 1989 року
| Перша ліга. Перехідний турнір | Перша ліга. Перехідний турнір | Перша ліга. Перехідний турнір | Перша ліга. Перехідний турнір | Перша ліга. Перехідний турнір | Перша ліга. Перехідний турнір | Перша ліга. Перехідний турнір |
| Команда                       | Іг                            | В                             | Н                             | П                             | РМ                            | О                             |
| ----------------------------- | ----------------------------- | ----------------------------- | ----------------------------- | ----------------------------- | ----------------------------- | ----------------------------- |
| 1. «Надія» (Могильов)         | 5                             | 4                             | 0                             | 1                             | 8—2                           | 8                             |
| 2. «Волжанка» (Чебоксари)     | 5                             | 3                             | 1                             | 1                             | 5—2                           | 7                             |
| 3. «Латвія» (Рига)            | 5                             | 2                             | 2                             | 1                             | 4—2                           | 6                             |
| 4. «Грація» (Алмати)          | 5                             | 1                             | 3                             | 1                             | 3—3                           | 5                             |
| 5. «Сибірячка» (Красноярськ)  | 5                             | 0                             | 3                             | 2                             | 1—3                           | 2                             |
| 6. «Штурм» (Піткяранта)       | 5                             | 0                             | 1                             | 4                             | 0—9                           | 1                             |

| Перша ліга. Група «А»        | Перша ліга. Група «А» | Перша ліга. Група «А» | Перша ліга. Група «А» | Перша ліга. Група «А» | Перша ліга. Група «А» | Перша ліга. Група «А» |
| Команда                      | Іг                    | В                     | Н                     | П                     | РМ                    | О                     |
| ---------------------------- | --------------------- | --------------------- | --------------------- | --------------------- | --------------------- | --------------------- |
| 1. «Грація» (Алмати)         | 20                    | 11                    | 7                     | 2                     | 34—11                 | 29                    |
| 2. «Сибірячка» (Красноярськ) | 20                    | 7                     | 11                    | 2                     | 30—10                 | 25                    |
| 3. «Олімп» (Караганда)       | 20                    | 10                    | 4                     | 6                     | 31—21                 | 24                    |
| 4. «Тохучу» (Баку)           | 20                    | 8                     | 4                     | 8                     | 18—18                 | 20                    |
| 5. «Азалія» (Фрунзе)         | 20                    | 0                     | 2                     | 8                     | 13—66                 | 2                     |

| Пеша ліга. Група «Б»      | Пеша ліга. Група «Б» | Пеша ліга. Група «Б» | Пеша ліга. Група «Б» | Пеша ліга. Група «Б» | Пеша ліга. Група «Б» | Пеша ліга. Група «Б» |
| Команда                   | Іг                   | В                    | Н                    | П                    | РМ                   | О                    |
| ------------------------- | -------------------- | -------------------- | -------------------- | -------------------- | -------------------- | -------------------- |
| 1. «Надія» (Могильов)     | 30                   | 14                   | 11                   | 5                    | 33—16                | 8                    |
| 2. «Волжанка» (Чебоксари) | 30                   | 11                   | 14                   | 5                    | 28—14                | 7                    |
| 3. «Севиндж» (Баку)       | 30                   | 12                   | 10                   | 8                    | 31—21                | 34                   |
| 4. «Олімп» (Фрязіно)      | 30                   | 9                    | 13                   | 8                    | 28—31                | 31                   |
| 5. «Вікторія» (Кашира)    | 30                   | 8                    | 9                    | 13                   | 29—34                | 25                   |
| 6. «Вікторія» (Волгоград) | 30                   | 4                    | 7                    | 19                   | 8—51                 | 15                   |

| Перша ліга. Група «В»     | Перша ліга. Група «В» | Перша ліга. Група «В» | Перша ліга. Група «В» | Перша ліга. Група «В» | Перша ліга. Група «В» | Перша ліга. Група «В» |
| Команда                   | Іг                    | В                     | Н                     | П                     | РМ                    | О                     |
| ------------------------- | --------------------- | --------------------- | --------------------- | --------------------- | --------------------- | --------------------- |
| 1. «Латвія» (Рига)        | 30                    | 19                    | 9                     | 2                     | 55—9                  | 47                    |
| 2. «Штурм» (Піткяранта)   | 30                    | 12                    | 14                    | 4                     | 34—15                 | 38                    |
| 3. «Житловик» (Саранськ)  | 30                    | 14                    | 6                     | 10                    | 40—31                 | 34                    |
| 4. «Ані» (Єреван)         | 30                    | 10                    | 11                    | 9                     | 28—28                 | 31                    |
| 5. «Зірка» (Загорськ)     | 30                    | 6                     | 9                     | 15                    | 24—45                 | 21                    |
| 6. «Надія» (Воскресенськ) | 30                    | 2                     | 5                     | 23                    | 12—65                 | 9                     |

## Результати
- Найбільша перемога у вищій лізі — 9:0 («Динамо» Київ - «Текстильник» Тирасполь).
- Найбільша перемога в першій лізі — 9:0 («Сибірячка» Красноярськ - «Азалія» Фрунзе).